# Demonax brevespinosus
Demonax brevespinosus là một loài bọ cánh cứng trong họ Cerambycidae.